# Rajagangapur
Rajagangapur (o Rajgangpur) è una suddivisione dell'India, classificata come municipality, di 43.912 abitanti, situata nel distretto di Sundergarh, nello stato federato dell'Orissa. In base al numero di abitanti la città rientra nella classe III (da 20.000 a 49.999 persone).

## Geografia fisica
La città è situata a 22° 12' 39 N e 84° 35' 25 E.

## Società

### Evoluzione demografica
Al censimento del 2001 la popolazione di Rajagangapur assommava a 43.912 persone, delle quali 22.618 maschi e 21.294 femmine. I bambini di età inferiore o uguale ai sei anni assommavano a 5.903, dei quali 3.038 maschi e 2.865 femmine. Infine, coloro che erano in grado di saper almeno leggere e scrivere erano 30.065, dei quali 16.837 maschi e 13.228 femmine.